# Île Garraitz
L'île Garraitz, (en espagnol isla de Garraitz ou isla San Nicolás et en basque Garraitz uhartea ou San Nikolas uhartea) est le nom donné à une petite île située dans la ville biscaïenne de Lekeitio, dans la communauté autonome du Pays basque en Espagne.

## Description
Elle est située face à l'embouchure du Lea. Elle est partiellement reliée au continent par une digue construite pour empêcher les sédiments de l'estuaire de pénétrer dans le port, mais elle n'émerge qu'à marée basse. On peut également y accéder depuis la plage lorsque la marée est très basse, c'est donc seulement pendant ces périodes qu'on peut accéder à l'île, qui devient alors un tombolo. C'est un terrain escarpé, couvert de broussailles avec quelques pins qui lui donnent son aspect caractéristique et dépourvu de tout bâtiment, bien que dans le passé elle put y avoir un petit ermitage, comme l'atteste la toponymie.

## Galerie

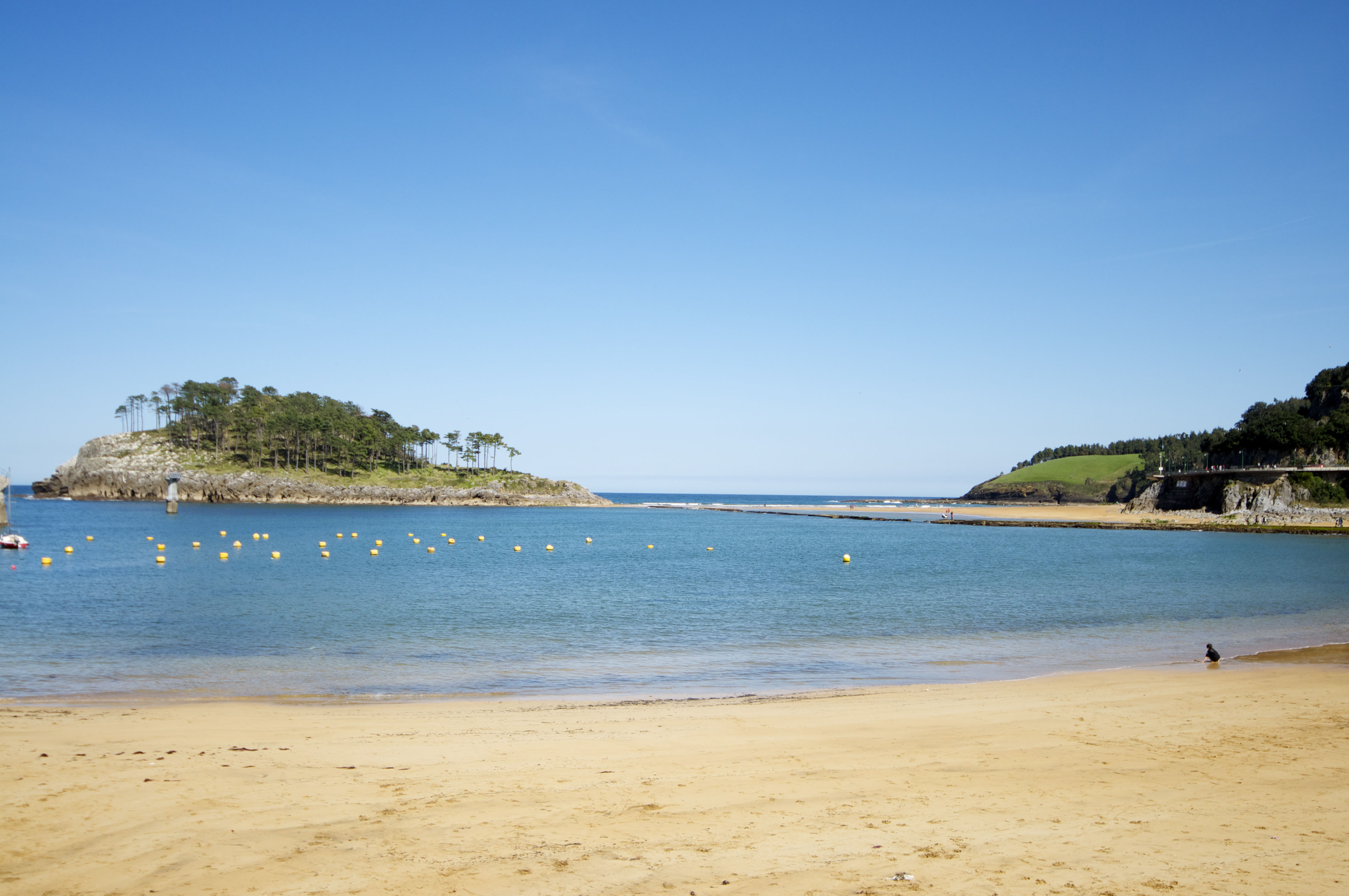
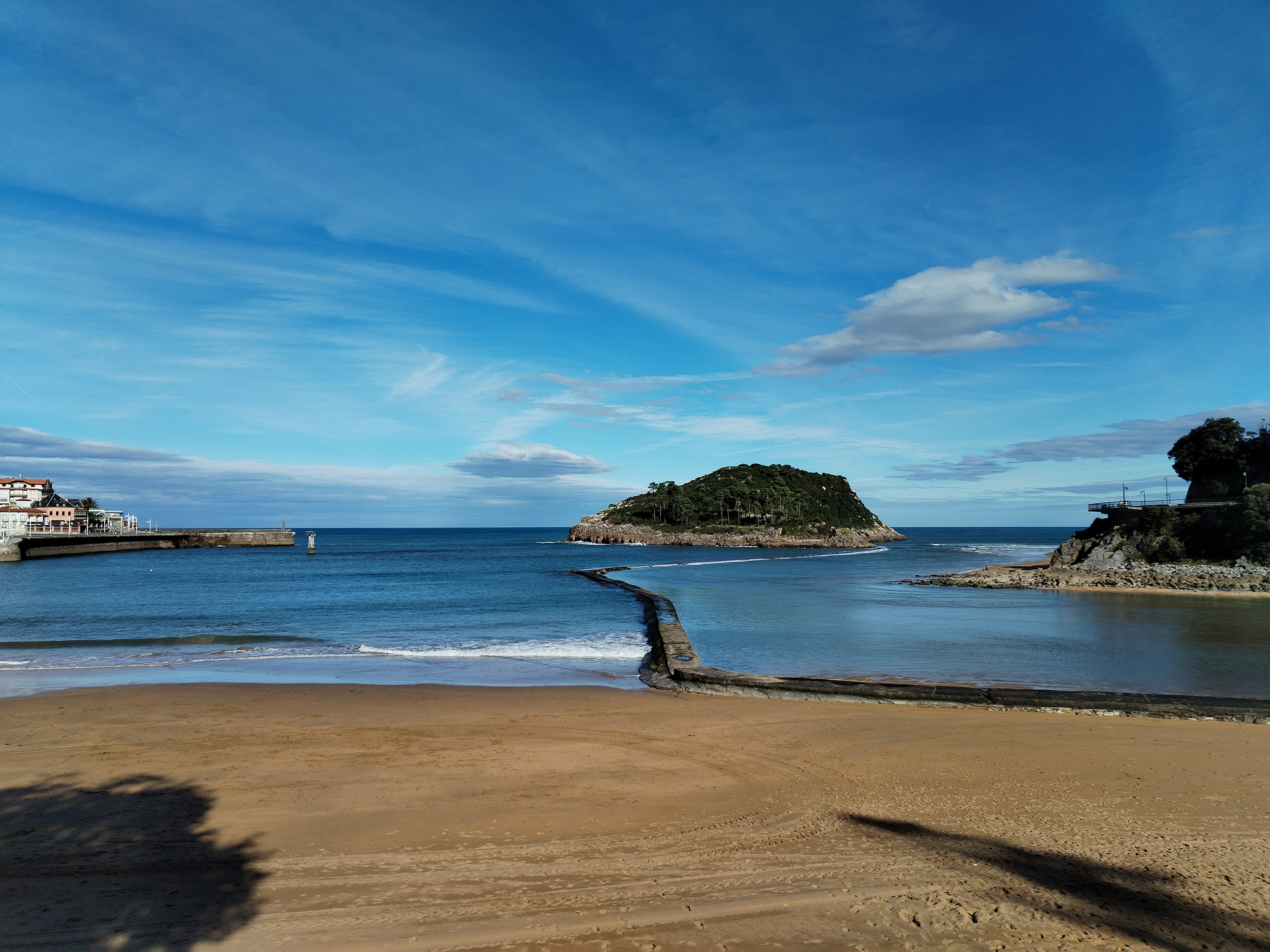